# 唐山县 (浙江省)
唐山县，中国浙江杭州历史上的一个县名，治昌化镇。为杭州八县之一，杭州八都兵成员之一。曾称武隆县，后称金昌县、横山县、吴昌县、昌化县。
武周万岁通天元年（696年）析紫溪县置武隆县，治昌化镇（今浙江杭州市临安区昌化镇，曾名武隆镇）。唐朝神龙元年（705年），改武隆县为唐山县。大历二年（767年），唐山县、紫溪县两县并入於潜县。长庆元年（821年）复置唐山县。
五代后梁开平二年（908年），吴越国改唐山县为金昌县。后唐同光元年（923年）复名唐山县。后晋天福七年（942年）改唐山县为横山县，寻改吴昌县。吴越归地后，北宋太平兴国四年（979年）改吴昌县为昌化县。治所为今杭州市临安区昌化镇。